# میون شرقی
میون شرقی (به انگلیسی: East Meon) یک روستا و محله مدنی در بریتانیا است که در ایست همپشر واقع شده‌است. میون شرقی ۱٬۱۷۱ نفر جمعیت دارد.